# Nicky Byrne
Nicholas Bernard James Adam Byrne (Dublín, Irlanda, 9 de octubre de 1978) es un cantante y exfutbolista irlandés, integrante de la popular banda irlandesa Westlife.
Antes de su carrera musical, él jugó al fútbol de manera profesional y representó a la República de Irlanda en sus divisiones inferiores en muchos campeonatos. Desde entonces ha tenido una exitosa carrera internacional de radio. Su esposa es la hija del exTaoiseach irlandés, Bertie Ahern, con quien tiene gemelos.

## Vida pública

### Carrera como futbolista
Antes de unirse a Westlife, Byrne fue un futbolista. Jugó en el Home Farm FC y St Kevins Boys FC en el Norte de Dublín. En el tiempo en que jugó en Home Farms, ganó el premio a "mejor portero del torneo" contra equipos como el AC Milan, Ajax y el FC Barcelona, en un torneo en Bélgica.
Él entrenaba con el Derby County y así se convirtió en un jugador de fútbol profesional. Luego se unió al Leeds United como portero en 1995, y así integró en la plantilla ganadora de la FA Youth Cup del año 1997.
Jugó durante dos años en el Leeds. Como solo medía 1,78 m (5' 10"), y los entrenadores decidieron que no era lo suficientemente alto para jugar como arquero, se fue después de que su contrato expirase en junio de 1997. Fue reserva del Scarborough Town y jugó contra el Cambridge United antes de volver a unirse al Shelbourne de Dublín. A continuación, fichó por el Cobh Ramblers, y luego San Francisco FC, todos en la liga Eirecom de Irlanda.
Se fracturó un codo en un accidente mientras entrenaba para un partido amistoso de Irlanda contra Chile en 1994 en Dublín. En 1995, fue citado por el Leeds United para el primer equipo frente al Southampton con solo 16 años.
A pesar de no continuar en la primera división del fútbol profesional, Byrne sigue muy de cerca el deporte y ha jugado en muchos torneos de fútbol junto con otras celebridades. Byrne, y su compañero de banda Shane Filan, orgullosamente llevan sus bufandas del Manchester United, ya que fueron invitados Old Trafford por el Manchester United al partido frente al Bolton Wanderers celebrado el 17 de marzo de 2007.

### Carrera musical
En 1997, asistió a una audición para una nueva banda irlandesa en una discoteca de Dublín. Fue en esta audición cuando fue descubierto por Louis Walsh, mánager de Boyzone, y Walsh lo invitó a sumarse a su nueva empresa, Westlife. A lo largo de Westlife se sumaron Kian Egan, Mark Feehily, Shane Filan y Brian McFadden. 
Byrne también hizo y aprobó el examen de An Garda Síochána (Policía de Irlanda). Fue la espera de ser llamado por la Garda cuando surgió su audición. 
Byrne ha tenido 14 singles en el # 1 en el Reino Unido junto a Westlife, y ha vendido 45 millones de discos a nivel mundial.
Byrne fue seleccionado de manera interna por la RTÉ para representar a Irlanda en el Festival de la Canción de Eurovisión 2016 con la canción "Sunlight".
Byrne fue eliminado en la segunda semifinal de Eurovisión 2016, quedando fuera de la final del mismo.

### Carrera radial
Byrne presentó varias ediciones del programa Celebrity Sunday de RTÉ 2fm en 2010. El programa fue sintonizado desde lugares tan lejanos y distantes como México, Chile, Escocia, Filipinas, Indonesia e Inglaterra. La cuarta edición, y última, del programa, fue el 14 de febrero de 2010 y estuvo dentro de los primeros 10 tópicos más comentado en Twitter a nivel internacional.

## Vida personal
Nicky también es un gran jugador de pool y golf, también tiene un amor de la conducción. Nicky también logró un título después de que asistió a una Academia de Cine de Nueva York para un curso de cuatro meses y medio en 2005.
Se casó con Georgina Ahern, a quien conoció en la secundaria Pobailscoil Neasain en Baldoyle, Dublín. Georgina es la hija mayor de Taoiseach Bertie Ahern (primer ministro irlandés). Se casaron por lo civil el 5 de agosto de 2003 en Wicklow, Irlanda. La ceremonia civil fue seguida por una bendición el 9 de agosto de 2003 en la iglesia católica de San Pedro y San Pablo en Gallardon, Eure-et-Loir, Francia.
Sus hijos Rocco Bertie y Jay Nicky Byrne nacieron en el Hospital Nacional de Maternidad Holles Street en Dublín a las 9:55 horas del viernes 20 de abril de 2007 (son gemelos idénticos).
Nicky dio a conocer con orgullo las primeras imágenes de sus hijos a todos los medios de comunicación en el Grand Hotel en Malahide el 28 de mayo de 2007, con Bertie Ahern (Padre de Georgina).
El bautismo de Rocco y Jay tuvo lugar el 15 de julio de 2007 en la Iglesia de San Silvestre en Malahide, Dublín, Irlanda, seguida de una enorme recepción en una carpa especialmente levantada en su mansión en Malahide. Todos los miembros de la familia estuvieron presentes, incluidos los otros miembros de Westlife y sus parejas. Los padrinos de Rocco fueron el hermano menor de Nicky Byrne y Cecelia Ahern, la hermana de Georgina. Los padrinos de Jay fueron Gillian Byrne, hermana mayor, y su marido Mark Gallagher.
El 29 de abril de 2013, Nicky anunció a través de Twitter que él y su esposa Georgina se convertirían en padres por tercera ocasión.